# Andreína Tarazón
Andreína Tarazón Bolívar (8 de febrero de 1988) es una política venezolana que se ha desempeñado como diputada de la Asamblea Nacional y ministra de la Mujer e Igualdad de Género.

## Educación
Es Abogada, egresada de la Universidad Central de Venezuela, donde también efectuó un Diplomado en Planificación Estratégica. Posteriormente, realizó una especialización en Economía y Negocios de China en la Universidad de Alcalá de España. También realizó Diplomado en Geopolítica y Gobernanza Global en la Universidad Ramon Llull de España. En la República Popular China afinó su carrera académica con una  Maestría en Cooperación Económica Internacional desarrollada por la Universidad de Economía y Negocios Internacionales de Beijing.

## Trayectoria política
Siendo estudiante de derecho formó parte del Movimiento por la Transformación Universitaria y participó en la comisión estudiantil que intervino en la Asamblea Nacional en 2007. En el año 2011, fue designada Viceministra de la Juventud en Venezuela. Posteriormente, el 21 de abril de 2013, en cadena nacional fue nombrada Ministra del Poder Popular para la Mujer y la Igualdad de Género del Gobierno Bolivariano de Venezuela para el gobierno de Nicolás Maduro. En 2014 ejerció funciones como Superintendente Nacional para la Defensa de los Derechos Socioeconómicos (Sundde). Durante el año 2017 y 2018 asumió la Secretaria de Industria y Comercio del estado Miranda. En su vida partidista ha destacado como miembro de la dirección parroquial, municipal y regional del Partido Socialista Unido de Venezuela en Caracas. Así como miembro de la Dirección Nacional, registrándose como candidata a diputada por el PSUV en las elecciones parlamentarias del año 2010 y 2015.